# Diretor de som
No cinema, o diretor de som é o responsável técnico pela criação sonora de um filme, além disso orienta e trabalha normalmente com os operadores de som e assistentes de som. Planeja, desenvolve e executa o desenho sonoro de uma produção e opera, ainda, os equipamentos de áudio para assegurar a concepção e a narrativa do produto.